# Кай Юлий Цезарь
Кай Юлий Цезарь (итал. Cajus Julius Caesar) — итальянский чёрно-белый немой художественный кинофильм режиссёра Энрико Гуаццони, снятый в 1914 году.
Один из первых в истории фильмов о Юлии Цезаре.

## Сюжет
Молодой Гай Юлий встречается с Сервилией из рода Катона. Они любят друг друга и тайно венчаются в храме богини Геры. Но счастью их не суждено сбыться. Лутатий, глава рода Катона, обещал руку Сервилии Марку Бруту. Под угрозой расправы над Цезарем, Сервилия соглашается выйти замуж за Брута. Гай Юлий грозится покончить жизнь самоубийством, но узнав, что у Сервилии будет ребёнок, остаётся жить ради него. Они клянутся друг другу хранить тайну отцовства Юлия.
Гай Юлий женится на Корнелии. В это время в Риме правит тиран и диктатор Сулла. Однажды Сулла чуть не казнил Юлия (весталка заступилась за него). Чтобы избежать опасности, Гай Юлий покидает Рим. Он уезжает со словами: 

Прощай, Рим! Вечный Город! Я оставляю своё жилище, но мои враги будут трепетать при моем возвращении!
Проходит 7 лет. Сулла умирает. Гай Юлий возвращается в Рим, имея в задумке далеко идущие планы. Чтобы завоевать любовь к народу, он делает раздачи и даёт милостыню. Он также получает поддержку среди знати (противников Республиканской партии), которая выдвигает его на пост консула. Гаю Юлию помогает Тертуллия, жена могущественного Красса и горячая сторонница Юлия. Она знакомит его с Помпеем. Через год Гай Юлий избран консулом.
Прошло 10 лет. Гай Юлий Цезарь отдаёт свою дочь Юлию за Помпея, которого он хочет использовать в военной кампании против Галлии. Галлы просят богов защиты от римлян, и готовятся к войне. Верцингеторикс становится их главнокомандующим.
Идёт военная кампания в Галлии. У Алезии происходит решающее сражение. Цезарь одерживает победу и захватывает Алезию, а затем совершает полный разгром галлов. Сенат получает сообщение о победе. Но враги Цезаря в сенате не рады этому событию. Он получает от сената приказ распустить армию и сложить полномочия консула. Этот приказ доставил его сын Брут, сторонник партии Республиканцев, воспитанный семьёй Катона, и не знающий, кто его настоящий отец. Цезарь, поддерживаемый армией, отказывается выполнить приказ и марширует с войсками в Рим. Напуганные враги Цезаря убегают из города. Помпей тоже примыкает к ним. Его склоняют защитить Республику. Происходит сражение Цезаря с Помпеем. Цезарь одерживает победу. По приказу Цезаря, Брут схвачен живым. Вместо того, чтобы убить, Цезарь обещает ему должность наместника Галлии. Помпей бежал в Египет, но там его схватили и отрубили голову.
В Риме победитель получает пышный триумф. Цезарь провозглашён пожизненным диктатором.
Против Цезаря устраивают заговор. 15 марта 44 до н. э., во время мартовских ид, сенаторы обрушиваются на Цезаря с кинжалами и убивают. Среди них был и Брут. Умирая, Цезарь воскликнул: «И ты, Брут, сын мой?».
Сервилия прощается с Цезарем. Марк Антоний красноречиво выступает перед народом, зажигая в жажду мести. Разъярённый народ жестоко расправляется с убийцами.

### Отличия версии, выпущенной в США
- В США фильм вышел в прокат под названием Julius Caesar.
- Сцена тайного венчания Цезаря и Сервилии переведена, как тайная женитьба на Корнелии[1].
- Эпизод, когда Тертулия одалживает Цезарю деньги на выборы, изображён как встреча с любовницей Кальпурнией[1].
- Нет мелодрамы тайного отцовства Цезаря и Брута[1].
- После смерти Цезаря оплакивает не Сервилия, а первая жена Корнелия[1].
- Шовинизм, националистичная риторика и пафос снижены или совсем удалены в процессе перевода интертитров[1].
- Добавлены цитаты из шекспировской пьесы «Юлий Цезарь»[1].

## В ролях
- Amleto Novelli — Юлий Цезарь
- Irene Mattalia — Сервилия
- Antonio Nazzari — Брут
- Bruto Castellani
- Джанна Террибили-Гонсалес
- Ignazio Lupi
- Lia Orlandini
- Augusto Mastripietri

## Формат фильма
Хотя фильм немой, в нём есть текст, который добавлен туда в виде интертитров, размещённых в рамке и периодически прерывающих картину на несколько секунд. Из-за этого фильм стал длиннее, но более понятно происходящее. Для проката в разных странах Европы интертитры меняли, переводя на локальные языки. Версия фильма, которая попала в США, имеет много изменений. Некоторые сцены убраны. Добавлены цитаты из Шекспира.
Лента оригинальной (итальянской) версии фильма имеет длину 2234 м (6 итальянских бобин). Лента американской версии — 1200 м (4 бобины). Формат кадра 1,33:1.
Долгое время Фильм «Кай Юлий Цезарь» считался сохранившимся только во фрагментах. Однако голландские реставраторы смогли собрать из сохранившихся фрагментов прокатных копий версию фильма продолжительностью в 110 минут, что максимально близко к авторской версии. Сведенные воедино куски имеют примерно одинаковую сохранность, и отличаются лишь интертитрами, выполненными в одном дизайне, но несколько разнящимися по качеству исполнения, и стилем виража — от традиционного локального в одну краску, до изысканного многоцветия и виртуозного цветового решения ночных и морских сцен.

## Создание
Фильм «Кай Юлий Цезарь» создавался в эпоху расцвета немого кино в Европе. После головокружительного успеха фильма «Камо грядеши?», итальянская компания «Чинес» создала ещё серию эпических фильмов, таких как «Марк Антоний и Клеопатра» (1913), «Кай Юлий Цезарь» (1914) и др.
Роберт Болл, исследуя доступные источники, отметил, что создание фильма заняло 8 месяцев и потребовало усилия 20000 человек. Было нанято 11 помощников директора и два профессора археологии. 18 швей шили костюмы. Бюджет оценивается в $750000.

## Отзывы и критика
После демонстрации фильма в Париже в 1916 году один французский критик писал:

Толпы, действующие в «Юлии Цезаре» и состоящие из сотен статистов, производят впечатление поразительной подлинности, показывают ли нам марширующих и сражающихся воинов, или окруживших торжествующего диктатора римлян, или сцену яростной мести за смерть божественного Юлия… Как в целом, так и в деталях отделка этих исторических картин всегда безукоризненна.
«Гвоздём» фильма является сцена убийства, наиболее удачная из всех, какие мне довелось видеть на представлениях «Юлия Цезаря» Шекспира в Лондоне, в Мейнингенском театре, или в Париже. Это великое событие из истории латинского народа, инсценированное самими латинянами, волнует до глубины души. Все детали картины точно соответствуют исторической правде и производят трагическое и неотразимое впечатление. Мне также очень понравилась пылкая речь Марка Антония, речь без слов, разумеется, но за всеми её этапами мы можем следить по лицам слушателей, сначала встревоженным, затем скорбным и, наконец, яростным. Кажется, что в этом эпизоде звучат шекспировские слова: «Вот они, достойные мужи».
Кейт Джонс, учитель Английского языка и литературы, который ведёт блог «Shakespeare and Film Microblog», отметил: «Сам фильм замечательный, и не только за изумительные имена, которые я привёл выше. Охват и размер впечатляющий».

### Юлий Цезарь и итальянский национализм
В годы, предшествующие выходу фильма, итальянский национализм перерос в организованное политическое движение и Римскую Империю начали усиленно оживлять в памяти. После успешной военной кампании в Африке в 1911—1912 националисты продолжали агитировать правительство на проведение новой военной кампании. Фильм «Кай Юлий Цезарь», выпущенный компанией «Чинес» в мае 1914, показывался зрителям как раз в период, когда Италия была на грани войны с Австро-Венгрией. Более того, как пишет Maria Wyke, «до той поры и Римская археология и эпические фильмы о прошлом Итальянского Рима были призваны на службу военным кампаниям в Африке и празднованию последующей победы». «Это не сюрприз», пишет она, «что некоторые современные критики полагали, что сценарий Гуаццони был вдохновлён, или даже написан, самим националистом Энрико Коррадини». Maria Wyke подчёркивает, что Юлий Цезарь показан в фильме как «военный лидер и олицетворение завоёвывающей Италии». Шовинистический характер показанного в фильме Цезаря заметили и современники фильма, один из которых написал: 

 Более того, во всём произведении проявляется воинственный дух римлян, величие тех успешных и внушающих страх людей. Гражданин, которого уважали даже в удалённых регионах, куда долетало эхо Римского могущества и звон мечей, изъяснялся простыми словами: «Я солдат Рима!»Оригинальный текст (итал.)Da tutta l’opera poi emana, risalta lo spirito conquistatore dei Romani, la grandezza di quel fortunato e temuto popolo. Il cittadino che era rispettato anche nelle lontane plaghe, fin dove giungeva l’eco della potenza Romana e il fragore delle armi, alle sole parole: Miles Romanus Sum!

### «Кай Юлий Цезарь» в США
Фильм был импортирован в США предпринимателем кинобизнеса Джорджем Клейном (англ. George Kleine), одним из основателей киностудии «Kalem». Фильм был переработан под американскую аудиторию и американскую цензуру, некоторые сцены изменены или удалены, интертитры переработаны.
В США фильм имел в основном образовательное значение, а не идеологическое. Особенностью образовательной программы США того времени было изучение античности и классических языков в средних и высших школах. Соответственно, Юлий Цезарь и его «Записки о галльской войне» повсеместно входили в программу обучения. Поэтому фильм был встречен в США с большим энтузиазмом. В начале университетские профессора дисциплины «Classics» оценивали образовательную значимость фильма на конференциях. Их реакция описывается словами профессора латинского языка одной из школ Long Island: «Лучшая образовательная картина, которую я когда-либо видел. Это исторически корректный и самый чудесный зрительный урок. Он должен демонстрироваться в каждой средней школе страны». Учителя поняли, что Юлий Цезарь может оживить в детях интерес к сухой и трудной для чтения классике.
Затем, одобренный National Better Films Committee, «Юлий Цезарь» был включён в цикл «Классические фильмы», который George Kleine Company регулярно отбирала для внетеатрового распространения через университеты и ведомственные пункты обмена фильмов в школах, колледжах, церквях, общественных организациях, которые не имели оборудованных залов для показа фильмов. Джордж Клейн получил много отзывов от благодарных учителей, академических преподавателей и локальных кинотрансляторов. Один директор школы написал:

Картина превзошла мои ожидания по ряду вещей и конечно понравилась зрителям. Даже сейчас дети обёртываются покрывалами и одеялами как тогами, держат крышки от кастрюль для кипячения белья как щиты и оживляют сцены из фильма. Юлий Цезарь — первый фильм, который был здесь показан, и является первым фильмом вообще для многих детей. Я хочу поблагодарить вас за то, что мы получили продукцию такого высокого класса для нашей первой демонстрации. Оригинальный текст (англ.)The picture exceeded my expectations in a number of ways and it certainly pleased the spectators. Even yet the children drape themselves in rugs and blankets, in toga style, carry wash-boiler lids for shields and relive the scenes of the film. Julius Caesar is the first film to have been exhibited here
and was the first “movie” for many of the youngsters. I wish to thank you for having secured a production of such high class for our initial exhibition.

## Интересные факты
Pina Menichelli, звезда немого кино Италии, также снималась в фильме «Кай Юлий Цезарь» в роли Клеопатры. Однако при редактировании фильма все сцены с ней были вырезаны из сюжета.
На следующий год после премьеры и показа фильма Италия, как Юлий Цезарь на Галлию, начинает военную интервенцию на территорию Австро-Венгрии через свои северные границы. Победа в войне принесла Италии территориальные присоединения (Триест, Истрия, Южный Тироль).